# 潘西
潘西（法語：Poincy，法語發音：[pwɛ̃si] ⓘ）是法国法蘭西島大區塞纳-马恩省的一个市镇，属于莫城区。 

## 地理
潘西（48°58'11"N, 2°56'7"E）面积6.24 平方千米，位于法国法蘭西島大區塞纳-马恩省，该省份为法国北部内陆省份，北起瓦兹省，西接埃松省、马恩河谷省、塞纳-圣但尼省和瓦兹河谷省，南至卢瓦雷省，东南接约讷省，东临马恩省和奥布省，东北接埃纳省。
与潘西接壤的市镇（或旧市镇、城区）包括：尚布里、热尔米尼莱维克、莫城、特里尔波、瓦雷德。

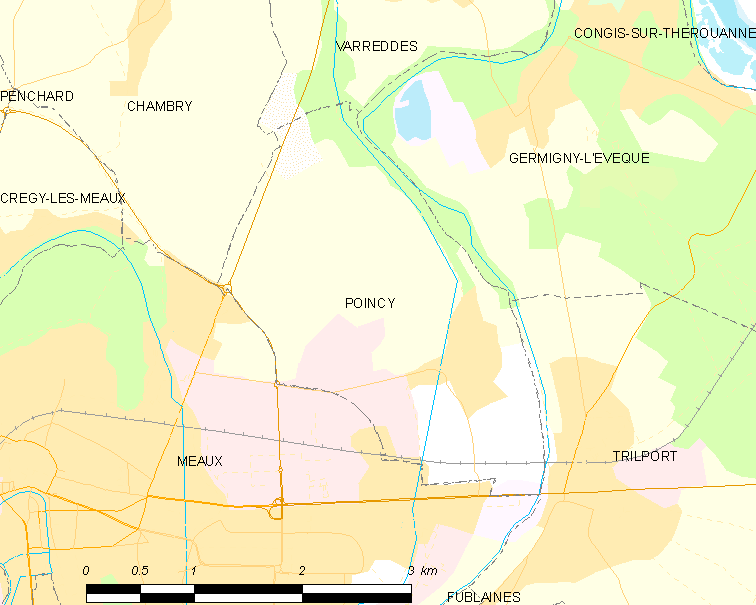
潘西的OSM定位图

潘西的时区为UTC+01:00、UTC+02:00（夏令时）。

## 行政
潘西的邮政编码为77470，INSEE市镇编码为77369。

## 政治
潘西所属的省级选区为拉费泰苏茹阿尔县。

## 人口

1962-2008年间潘西人口变化图示

潘西于2022年1月1日时的人口数量为776人。